# George Washington Anderson
George Washington Anderson (* 22. Mai 1832 im Jefferson County, Tennessee; † 26. Februar 1902 in Rhea Springs, Tennessee) war ein US-amerikanischer Politiker. Zwischen 1865 und 1869 vertrat er den Bundesstaat Missouri im US-Repräsentantenhaus.

## Werdegang
George Anderson besuchte die öffentlichen Schulen seiner Heimat und das Franklin College. 1853 zog er nach St. Louis in Missouri. Nach einem anschließenden Jurastudium und seiner 1854 erfolgten Zulassung als Rechtsanwalt begann er im Pike County in diesem Beruf zu arbeiten. Gleichzeitig schlug er als Mitglied der Republikanischen Partei eine politische Laufbahn ein. In den Jahren 1859 und 1860 war er Abgeordneter im Repräsentantenhaus von Missouri. 1862 gehörte er auch dem Staatssenat an. Er war Sklavenhalter.
Während des Bürgerkrieges war Anderson Hauptmann der Kompanie A von Pike County (Missouri), 1861 wurde er Oberst der Einheit, bis sie am 3. September 1861 aufgelöst wurde, danach war er Oberst des 49. Regiments der Enrolled Missouri Militia bis Ende Januar 1863, und nochmals September bis Dezember 1864.
Bei den Kongresswahlen des Jahres 1864 wurde Anderson im neunten Wahlbezirk von Missouri in das US-Repräsentantenhaus in Washington, D.C. gewählt, wo er am 4. März 1865 die Nachfolge von James S. Rollins antrat. Nach einer Wiederwahl konnte er bis zum 3. März 1869 zwei Legislaturperioden im Kongress absolvieren. Diese waren von den Spannungen zwischen seiner Partei und Präsident Andrew Johnson überschattet, die in einem nur knapp gescheiterten Amtsenthebungsverfahren gegen den Präsidenten gipfelten. In den Jahren 1865 und 1868 wurden der 13. und der 14. Verfassungszusatz ratifiziert. Während seiner Zeit als Kongressabgeordneter war Anderson Vorsitzender des Committee on Mileage.
1868 verzichtete er auf eine weitere Kandidatur. In den folgenden Jahren praktizierte er wieder als Anwalt. George Anderson starb am 26. Februar 1902 während eines Besuchs bei seinem Bruder in Tennessee.